# Alífira
Alífira, en grec moderne : Αλίφειρα, est un village et un ancien dème du  district régional d’Élide, en Grèce-Occidentale. Depuis 2010, il est fusionné au sein du dème d'Andrítsena-Kresténa.
Selon le recensement de 2011, la population du dème compte 2 008 habitants tandis que celle du village s'élève à 82 habitants.
La localité tire son nom de la ville antique d'Aliphera (en), dont les ruines sont situées à proximité du village moderne.